# Лудвиг Колб фон Вартенберг
 Ернст Лудвиг Колб фон Вартенберг (на немски: Ernst Ludwig Kolb von Wartenberg; * 14 октомври 1752; † 10 март 1818 в Рот ан дер Рот в Баден-Вюртемберг) е управляващ имперски граф на Вартенберг и Вартенберг-Рот в Рейнланд-Пфалц, баварски генерал-лейтенант на кавалерията, генерал-постмайстер 1784 – 1792, последен мъж от фамилията.
Той е син на граф Фридрих Карл Колб фон Вартенберг (1725 – 1784) и съпругата му графиня Каролина Поликсена фон Лайнинген-Дагсбург-Харденбург (1728 – 1782), дъщеря на граф Фридрих Магнус фон Лайнинген-Дагсбург-Харденбург (1703 – 1756) и графиня Анна Кристина Елеонора фон Вурмбранд-Щупах (1698 – 1763).
През 1794 г. Лудвиг е изгонен от французите от територията му. През 1802 г. той получава собственостите на имперското абатство Рот ан дер Рот в Горна Швабия и допълнителни пенсионни заплащания. Абатството се преименува на „Имперско графство Вартенберг-Рот“.
Лудвиг Колб фон Вартенберг е последният мъж от фамилията и на 4 декември 1804 г. осиновява заварените си племенници братята Карл II фон Ербах-Ербах (1754 – 1823) и Фридрих Франц фон Ербах-Ербах (1785 – 1854), заварените синове на сестра му Шарлота Луиза Поликсена Колб фон Вартенберг (1755 – 1844), и втория ѝ съпруг граф Франц фон Ербах-Ербах (1754 – 1823).
Лудвиг Колб фон Вартенберг умира бездетен на 65 години на 10 март 1818 г. в Рот ан дер Рот.

## Фамилия
Лудвиг Колб фон Вартенберг се жени на 27 януари 1779 г. за контеса Мария София Елеонора Колб фон Вартенберг (* 9 декември 1750), внучка на прадядо му пруския премиер-министър Йохан Казимир Колб фон Вартенберг (1643 – 1712), дъщеря на чичо му граф Фридрих Карл Колб фон Вартенберг (1704 – 1757) и Анна Регина Вагнер фон Тройенфелс (1711 – 1782). Бракът е бездетен.